# Oued Sly
Oued Sly là một đô thị thuộc tỉnh Chlef, Algérie. Dân số thời điểm năm 2002 là 41.245 người.